# Dignitas
Dignitas är en schweizisk dödshjälpgrupp i staden Zürich, Schweiz. Gruppen grundades 1998 och hjälper människor med obotliga fysiska och mentala åkommor att dö med hjälp av sjuksköterskor och läkare. Sedan starten för 20 år sedan har Dignitas hjälpt över 1 000 personer att aktivt avsluta sina liv.[när?]